# Playa de Campiechos
La playa de Campiechos está situada en el occidente del Principado de Asturias (España), en el concejo de Valdés y pertenece a la localidad de Cadavedo. Forma parte de la Costa Occidental de Asturias, en el tramo que se enmarca en el conocido Paisaje Protegido de la Costa Occidental de Asturias.

## Descripción
La playa tiene forma de rectilínea, una longitud de unos 450 m y una anchura media de unos 30 m. Su entorno es rural, con un grado de urbanización medio y una peligrosidad alta. El acceso peatonal es de unos quinientos m de longitud de fácil recorrido.  El lecho es de  cantos rodados y escasas arenas de grano oscuro y grueso. Su grado de utilización es escaso.
Para acceder a la playa hay que localizar los dos pueblos más cercanos que son Cadavedo y Villademoros. Desde Cadavedo hay que tomar una estrecha carretera que termina en una cetárea. También sirve de referencia el que la playa está frente a los «islotes de las Llubares». El tramo final, que hay que hacer a pie, parte desde Villademoros donde van encontrándose casetas de pescadores. La playa tiene una desembocadura fluvial. Cerca está la torre medieval de vigilancia de Villademoros. Dispone de un pequeño aparcamiento pero no tiene ningún otro servicio. Es recomendable bañarse con calzado adecuado para evitar heridas.